# قلعة تخلة

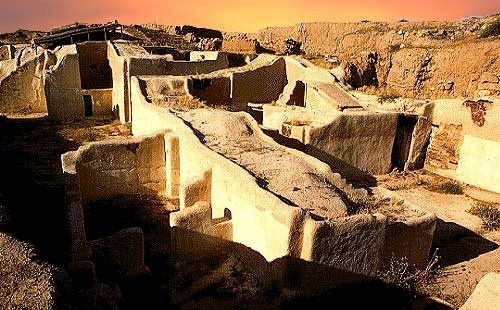
آثار القصر الملكي في إبلا - سوريا

قلعة تخلة هي قلعة سورية تقع على بعد كيلومتر واحد من طريق القديس سيمون وحوالي كيلومترين من دير تازية. تبقى من أطلال القلعة كنيسة بُنيت في القرن الخامس الميلادي وتقع على ارتفاع 500 متر، وهي عبارة عن مسقط بازيليكي، وبها غرفتان جانبيتان.